# Discovery Channel
Discovery Channel (укр. Канал відкриттів) — американський телеканал супутникового та кабельного ТБ (також транслюється через IPTV та аналогове телебачення), заснований Джоном Гендріксом, поширюється однойменною компанією.
Публічна компанія, що очолює генеральний директор Девід Заслав, яка створює та показує документальні програми, зосереджені головним чином на популяризації науки, техніки та історії. Документальні програми каналу спрямовані на сімейну та молодіжну аудиторії, певним чином спрощені для сприйняття пересічними людьми.

## Історія
17 червня 1985, Discovery Channel був запущений із стартовим капіталом в $5 млн від декількох інвесторів (у тому числі BBC, Allen & Company та Venture America). Спочатку він був доступний для 156 000 домогосподарств та транслювався протягом 12 годин, між 15 годиною і 3 ранку. Близько 75 відсотків його контенту, ніколи не транслювались в ефірі на американському телебаченні. Джон Хендрікс заснував канал та його материнську компанію Cable Educational Network Inc., у 1982 році.
У перші роки свого існування канал транслював деякі радянські програми, включаючи програму новин Час. У 1990 канал був доступний у більш ніж 50 мільйонах домогосподарств.

## Слогани
У різний час каналом використовувалися такі слогани:
- Розкрийте власний світ (англ. Explore Your World);
- Розважайте Ваш мозок (англ. Entertain Your Brain);
- Світ просто дивовижний (англ. The World is Just Awesome);

## Логотип

Логотип з 1985 по 1995 рік

## Програми
| Назва                    | Назва українською мовою           | Роки                    | Кількість сезонів | Кількість серій | Країна                 | Компанія                                                          | Сайт                                                  |
| ------------------------ | --------------------------------- | ----------------------- | ----------------- | --------------- | ---------------------- | ----------------------------------------------------------------- | ----------------------------------------------------- |
| Top Gear                 | Топ Ґір                           | 2002-                   | 23                |                 | Велика Британія        | BBC                                                               | Сайт [Архівовано 9 листопада 2016 у Wayback Machine.] |
| The Real Hustle          | Справжні аферисти                 |                         |                   |                 |                        |                                                                   |                                                       |
| Dirty Money              | Брудні Гроші                      |                         |                   |                 |                        |                                                                   |                                                       |
| MythBusters              | Руйнівники міфів                  | 2003-                   | 14                |                 | Сполучені Штати        | Beyond Productions                                                | Сайт [Архівовано 18 червня 2019 у Wayback Machine.]   |
| Siberian Cut             | Сибірська рулетка                 | 2014-                   | 1                 | 9               | Велика Британія        | Raw TV                                                            |                                                       |
| Brainiac: Science Abuse  | Головоломи: насильство над наукою | 2003-2008               | 6                 |                 | Велика Британія        | British Sky Broadcasting                                          |                                                       |
| Extreme Machines         | Екстремальні машини               | 1997                    |                   |                 | США                    |                                                                   |                                                       |
| Greatest Tank Battles    | Великі танкові битви              | 2010 —                  | 3                 | 26              | Канада                 | Breakthrough Entertainment                                        | Сайт [Архівовано 2 березня 2011 у Wayback Machine.]   |
| Future Weapons           | Зброя майбутнього                 | 2006 — 2008             | 3                 | 29              | США                    | Discovery Channel Pictures                                        |                                                       |
| How the Universe Works   | Як влаштований Всесвіт            | 2010 —                  | 6                 | 42              | США                    |                                                                   |                                                       |
| Dirty Jobs               | Брудна робітка                    | 2005 — 2012             | 8                 | 169             | США                    | Pilgrim Films & Television                                        |                                                       |
| Deadliest Catch          | Смертельний улов                  | 2005 —                  | 13                | 217             | США                    | Discovery Network Original Productions                            |                                                       |
| How It's Made            | Як це зроблено?                   | 2001–                   | 29                | 377             | Канада                 | Productions MAJ                                                   |                                                       |
| How Does it Work?        | Як це працює?                     |                         |                   |                 |                        |                                                                   |                                                       |
| American Chopper         | Американський Чопер               | 2003 — 2010             | 6                 | 165             | США                    | Pilgrim Films & Television Discovery Channel InterPositive Media  |                                                       |
| Wheeler Dealers          | Махінатори                        | 2003 —                  | 15                | 166             | Велика Британія        | AttaBoy                                                           |                                                       |
| A Haunting               | Примари                           | 2005 — 2017             | 9                 | 91              | США                    | New Dominion Pictures                                             |                                                       |
| Ultimate Survival        | Вижити за будь-яку ціну           | 2006—2011               | 7                 | 76              | Велика Британія        | Diverse Productions                                               |                                                       |
| Through the Wormhole     | Крізь кротовину                   | 2010—2017               | 8                 | 62              | США                    | The Incubator Revelations Entertainment Discovery Science Channel |                                                       |
| Time Warp                | Викривлення часу                  | 2008 — 2009             | 3                 | 33              | США                    |                                                                   |                                                       |
| Prototype This!          | Винайти майбутнє                  | 2008 — 2009             | 1                 | 13              | США                    |                                                                   |                                                       |
| Fight Quest              | Таємниці бойових мистецтв         | 2007 — 2008             | 2                 | 13              | США                    |                                                                   |                                                       |
| Discovery.Project Earth  | Діскавері. Проект «Земля»         |                         |                   |                 |                        |                                                                   |                                                       |
| Disaster Eyewitness      | Очевидець                         | 2011                    | 1                 | 10              | Велика Британія        |                                                                   |                                                       |
| Black Gold               | Чорне золото                      | 2008 — 2013             | 5                 | 34              | США                    |                                                                   |                                                       |
| Destroyed in Seconds     | Блискавичні Катастрофи            | 2008 — 2009             | 1                 | 33              | США                    |                                                                   |                                                       |
| Overhaulin'              | Крутий тюнинг                     | 2004 — 2008 2012 — 2015 | 9                 | 113             | США                    |                                                                   |                                                       |
| River Monsters           | Річкові монстри                   | 209 — 2013              | 9                 | 103             | США Велика Британія    |                                                                   |                                                       |
| Whale Wars               | Китові війни                      | 2008 — 2015             | 7                 | 61              | США                    |                                                                   |                                                       |
| The Colony               | Колонія                           |                         |                   |                 |                        |                                                                   |                                                       |
| Sons of Guns             | Хлопці з гарматами                | 2011 — 2014             | 5                 | 65              | США                    |                                                                   |                                                       |
| Dual Survival            | Вижити разом                      | 2010 —                  | 9                 | 84              | США                    |                                                                   |                                                       |
| I Should not Be Alive    | Я не повинен був вижити           |                         |                   |                 |                        |                                                                   |                                                       |
| Storage Hunters          | Мисливці за складами              | 2011 — 2013 2014 —      |                   |                 | США                    |                                                                   |                                                       |
| How Stuff's made         |                                   |                         |                   |                 |                        |                                                                   |                                                       |
| What on Earth?           |                                   | 2015-2016               | 3                 | 18              | Велика Британія        | Wag TV                                                            |                                                       |
| How Do They Do It?       |                                   | 2006 —                  |                   |                 | Велика Британія Канада |                                                                   |                                                       |
| Food Factory             |                                   | 2012 —                  | 4                 | 66              | Канада                 |                                                                   |                                                       |
| NASA's Greatest Missions | Епохальні польоти НАСА            | 2008                    |                   | 6               |                        |                                                                   |                                                       |

## Інші телеканали Discovery

### Discovery Channel HD
Discovery Channel HD — Науково-популярний телеканал, який є HD версією телеканалу Discovery Channel, мовлення засноване на документальних передачах про науку, технології та історії.

### Animal Planet
Animal Planet — на телеканалі транслюються фільми, що показують тварин в безпосередньому середовищі існування, розповіді про види, внесених до Червоної книги. Не забуті і домашні тварини. Канал веде мовлення в більш ніж 70 країнах світу, включаючи і Україну. Певні версії каналу були створені в Канаді, Індії, Японії, Тайвані і в інших країнах. Частина трансльованих передач також виходить на DVD.

### TLC
TLC — програми каналу охоплюють такі теми, як мода і стиль життя, кулінарія, виховання дітей, подорожі, весілля і багато іншого. До вересня 2011 року канал охопив мовленням 25 країн світу. В США TLC входить в Топ-10 неефірних жіночих каналів, а в Польщі через всього п'ять місяців після запуску він обійшов за охопленням своїх основних конкурентів. З 1 вересня 2011 доступний також в Україні.

### Discovery Science
Discovery Science — програми каналу присвячені науці і охоплюють багато її сфер, наприклад космос, технології, геологію, тваринний світ.

### Investigation Discovery
Investigation Discovery — документальні фільми і програми про розслідуваннях таємничих зникнень, загадкових вбивств та інших злочинів.

## Канали «Discovery» в Україні
Станом на 2020 рік телеканали групи «Discovery» не локалізували жодного зі своїх телеканалів для України аби в них була присутня україномовна аудіодоріжка і всі телеканали групи «Discovery Inc.» поширюються в Україні з російськомовною аудіодоріжкою. З січня 2020 року питаннями дистрибуції телеканалів холдингової групи Discovery Inc. займається болгаромовний менеджер холдингу з офісу у Болгарії Катерина Михайлович (болг. Ekaterina Mihajlovic), яка перенаправляє українських провайдерів до російськомовного менеджера холдингу з офісу у Румунії, який надає українським провайдерам російськомовні версії телеканалів групи Discovery Inc.
Офіційними провайдерами доставки російськомовної версії традиційних телеканалів групи «Discovery Inc.» в Україні є: OTT-провайдер «sweet.tv», кабельний провайдер «Ланет» (з січня 2018 року) та супутниковий оператор «Viasat Україна» (з січня 2018 року).
Офіційним провайдером доставки російськомовної версії VOD-контенту групи «Discovery Inc.» з VOD-сервісу «Discovery+» в Україні з листопада 2020 року є відеосервіс «Megogo».
З лютого 2021 до липня 2022 року провайдером також був сервіс «oll.tv» закритого медіахолдингу «Медіа Група Україна».
До 2017 року діяв сайт discoverychannel.ua, однак з 2017 року сайт почав перенаправляти відвідувачів на Facebook-сторінку fb.com/DiscoveryChannelUkraine, що діяла до лютого 2022 року.